# Zosterornis
Zosterornis – rodzaj ptaków z rodziny szlarników (Zosteropidae).

## Występowanie
Rodzaj obejmuje gatunki występujące endemicznie na Filipinach.

## Morfologia
Długość ciała 13–15 cm, masa ciała 17–32 g.

## Systematyka

### Etymologia
Zosterornis: rodzaj Zosterops Vigors & Horsfield, 1826 (szlarnik); gr. ορνις ornis, ορνιθος ornithos „ptak”.

### Podział systematyczny
Takson wyodrębniony ostatnio z Stachyris. Do rodzaju należą następujące gatunki:
- Zosterornis hypogrammicus (Salomonsen, 1961) – filipinek szarolicy
- Zosterornis whiteheadi Ogilvie-Grant, 1894 – filipinek rdzawolicy
- Zosterornis striatus Ogilvie-Grant, 1894 – filipinek kreskowany
- Zosterornis latistriatus (Gonzales & Kennedy, 1990) – filipinek białolicy
- Zosterornis nigrorum (Rand & Rabor, 1952) – filipinek oliwkowy